# Калауан
Калауан, офіційно муніципалітет Калауан (тагальська: Bayan ng Calauan), — муніципалітет 2-го класу в провінції Лагуна, Філіппіни. Муніципалітет має земельну площу 25,25 квадратних миль, що становить 3,41 % від загальної площі Лагуни. За даними перепису населення 2020 року, його населення становить 87 693 особи.

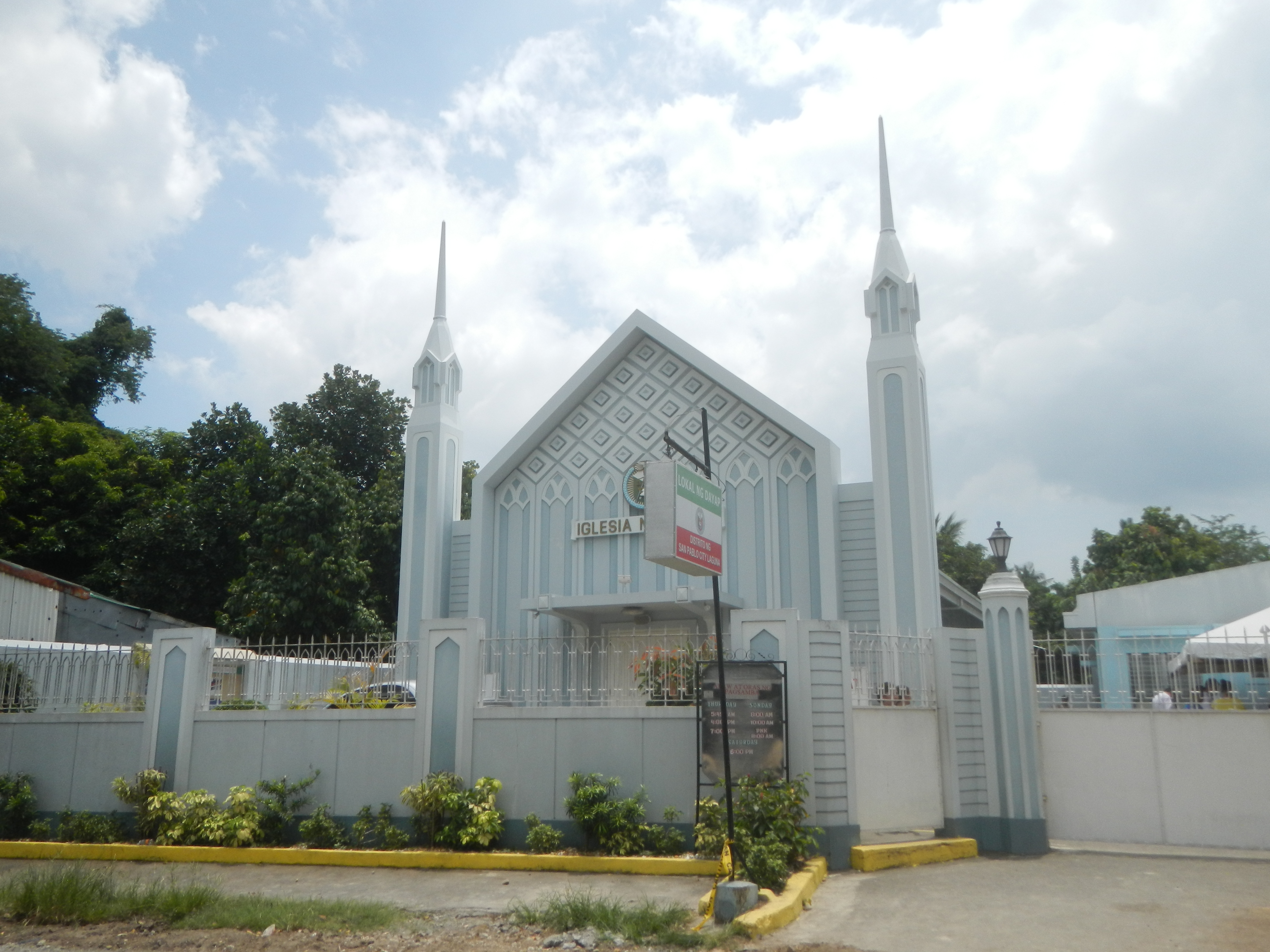
Церква Іглесія ні Крісто

Розташований в 73 кілометрах (45 миль) на південний схід від Маніли, через Каламбу та Лос-Баньос. Свою назву місто отримало від терміна kalawang, що означає іржа. Фольклор розповідає, що місто отримало свою назву, коли іспанці почали будувати муніципальну церкву, і вода просочилася з ям, виритих у землі для фундаменту церкви. Вода була пофарбована в коричневий і іржавий колір, звідси й назва Калауан (Калаванг). Калауан відомий фестивалем ананаса, який відзначається щороку 15 травня.

## Населення
За переписом 2020 року населення Калауана становило 87 693 особи  з щільністю 1300 жителів на квадратний кілометр або 3400 жителів на квадратну милю.